# Philibert Parnasse
Philibert Parnasse, né le 6 mai 1901 à Baillif, en Guadeloupe, et mort le 24 octobre 2010 à l'âge de 109 ans, était le doyen des Français. Il était devenu le doyen masculin des Français le 31 décembre 2009, après la mort de Félix Maximilien Rostaing, également à 109 ans.